# 아이소라 만타
아이소라 만타(일본어: 逢空 万太, 남성) 은 일본의 라이트 노벨 작가이다. 홋카이도 삿포로시 출신.

## 약력
《꿈꾸고 있는 대로 기다리거나》로 제 1회 GA문고대상 (소프트뱅크 크리에이티브 주관) 전기 장려상을 수상. 이 작품을 《기어와라! 나루코 양》로 개명해 그대로 GA문고를 통해 데뷔한다.

## 작품 목록
- 기어와라! 냐루코 양 (12권)
- 미야마씨댁의 벨테인 (2권)